# Biały Grzebień
Biały Grzebień (słow. Biely hrebeň) – środkowy odcinek Koperszadzkiej Grani, północno-wschodniej grani Jagnięcego Szczytu w słowackiej części Tatr Wysokich, położona w grani głównej Tatr. Znajduje się na wysokości 1944 lub 1956 m. Od Białej Czuby na południowym zachodzie oddziela go Pośrednia Biała Przełączka, natomiast od Białej Kopy na północnym wschodzie jest oddzielony Niżnią Białą Przełączką. Biały Grzebień zbudowany jest z kilku niepozornych turni.
Stoki północno-zachodnie opadają z Białego Grzebienia do Jagnięcego Kotła w Dolinie Skoruszowej i są trawiasto-skaliste z urwistymi fragmentami. Wyróżnia się w tych partiach dwa duże żleby. Stoki południowo-wschodnie zbiegają zaś do Doliny Białych Stawów i są strome – najbardziej po lewej stronie, łączącej się ze stokami Białej Czuby.
Na Biały Grzebień, podobnie jak na inne obiekty w Koperszadzkiej Grani, nie prowadzą żadne znakowane szlaki turystyczne. Najdogodniejsza droga dla taterników wiedzie na grzbiet z Niżniej Białej Przełączki.
Pierwsze pewne wejścia:
- letnie – Kazimierz Bizański, Janusz Chmielowski, Witold Chmielowski, Adam Lewicki, przewodnicy Klemens Bachleda, Jakub Bachleda Jarząbek, Jan Bachleda Tajber i Wojciech Brzega, 23 września 1901 r.,
- zimowe – Klara Hensch, Valentin Hajts i Gábor Seide, 15 lutego 1926 r.

Być może już wiele wcześniej granią przez Biały Grzebień schodzili 9 sierpnia 1793 r. z Jagnięcego Szczytu Robert Townson i przewodnik Hans Gross.